# Membrana subaracnoidea de tipo linfático
La membrana subaracnoidea de tipo linfático (SLYM por sus siglas en inglés) es una estructura anatómica del cerebro que forma una cuarta capa de las meninges. Hasta el momento ha sido observada en el cerebro de ratones y humanos.
La SLYM está ubicada en el espacio subaracnoideo, sobre la piamadre (la membrana más interna entre las que recubren el cerebro). Esta estructura divide el espacio subaracnoideo en un compartimento externo superficial y un área interna más profunda que rodea el cerebro.

## Estructura
Pese a ser muy delgada, la SLYM consta de varias capas de células y contiene sus propias células inmunitarias. Tiene una estructura similar a los vasos linfáticos y, por lo tanto, podría desempeñar un papel importante en la protección inmunológica y el equilibrio de líquidos en el cerebro. Se compone de sólo unas pocas capas de células y es de naturaleza similar al mesotelio. La SLYM evita que moléculas más grandes, como péptidos y proteínas, pasen al interior del cerebro y, por lo tanto, podría funcionar como una barrera.

## Descubrimiento e importancia
La SLYM fue descrita en el cerebro humano por primera vez en el año 2023, siendo la estructura anatómica humana de más reciente descubrimiento. El descubrimiento de SLYM representa una adición importante al conocimiento anatómico existente y puede contribuir a nuevos conocimientos sobre la función cerebral y posibles enfoques terapéuticos. Sin embargo, se necesitan más estudios para comprender mejor la función exacta y la relevancia clínica potencial del SLYM.